# Tüdőfű
A tüdőfű vagy gálna (Pulmonaria)  a borágófélék (Boraginaceae) családjába tartozó nemzetség 4 Magyarországon is előforduló fajjal. A Pulmonaria név a latin pulmo (tüdő) szóból származik. Régebben az orvosi, vagy más néven pettyegetett tüdőfű (P. officinalis) fehéren foltos levele a beteg, fekélyes tüdőt szimbolizálta, annak gyógyítására használták.

## Elterjedése
A nemzetség fő elterjedési területe Európa és Nyugat-Ázsia. Mivel egyes fajok rendszertani besorolása bizonytalan, a fajok száma 10 és 18 között változhat.

## Jellemzői
Általában tövüktől ágas, tőlevélrózsás, bársonyosan vagy durvábban, olykor mirigyesen szőrös évelők. A virágzó hajtás nem elágazó, felálló, gyakran érdes tapintású, serteszőrös. A szárlevelek ülők, gyakran szíves vállúak, alakjuk lándzsás, vagy ovális, általában kihegyesedő csúcsúak, legtöbbször ép, néha hullámos szélűek. A tőlevelek nyelesek, a szárleveleknél általában szélesebbek. A virágzat kunkor, melyben murvalevelek is vannak. A virágok minden fajon belül kétfélék, vagy a porzó hosszabb a bibénél, vagy fordítva. A méretkülönbség csökkenti az önbeporzás lehetőségét és elősegíti az idegenbeporzást. A csésze csővé forrt, ötszögű. A párta csöves, sugaras szimmetriájú, a pártacimpák épek, nincsenek köztük fogacskák, a párta torka szőrös. A bibe a pártából nem áll ki. A részterméskék száma négy, simák, színük sötétbarna, vagy fekete a magok száma termésenként egy.

## Magyarországonőshonos fajok
- Orvosi vagy pettyegetett tüdőfű (P. officinalis)
- Zöldlevelű tüdőfű (P. obscura)
- Bársonyos tüdőfű (P. mollis)
- Keskenylevelű tüdőfű (P. angustifolia)